# Alamis perfusa
Alamis perfusa är en fjärilsart som beskrevs av W. Warren 1913. Alamis perfusa ingår i släktet Alamis och familjen nattflyn. Inga underarter finns listade i Catalogue of Life.